# Felipe Taboada
Felipe Taboada (Matará, 1821 - Santiago del Estero, 18 de noviembre de 1853) fue un pintor y escultor argentino, precursor de las artes plásticas de la provincia de Santiago del Estero en el siglo XIX.

## Biografía
Hijo de Leandro Taboada y sobrino del caudillo santiagueño Juan Felipe Ibarra, era también hermano de los militares Antonino y Manuel Taboada. Pasó su infancia en el campo, aprendiendo a montar a caballo y realizar algunas tareas rurales. A los 11 años de edad, una enfermedad —tal vez la poliomielitis— paralizó una de sus piernas y afectó también la movilidad de sus brazos; desde entonces se desplazaba con enorme dificultad, y solía sostenerse el brazo derecho con el izquierdo para controlar sus movimientos espasmódicos.
Inmovilizado en la capital santiagueña, el contacto con libros e imágenes religiosas lo llevó a iniciarse como pintor de forma autodidacta, con una perseverancia que le permitiría sortear su discapacidad física y alcanzar cierto grado de perfección. Su única maestra fue su tía Ana María Ibarra, fundadora de la Casa de Belén, donde se enseñaba pintura y escultura a niñas. De todos modos, es posible que también haya tomado algunas clases en algún viaje a Buenos Aires, del que no ha quedado constancia.
Realizó tallas de santos para la Iglesia Matriz y otros templos. Pero se especializó en realizar retratos al óleo, pintando a sus parientes y vecinos religiosos, e incluso de la beata María Antonia de Paz y Figueroa, su tía; este último retrato fue pintado sobre la base de descripciones de sus parientes, ya que nunca la había conocido. Más tarde pintó su autorretrato, el retrato oficial de su tío, el gobernador Ibarra, y varios retratos de sus hermanos.
Realizó también algunos vitraux, entre ellos los que adornan las puertas de la Iglesia de la Merced, que han sobrevivido hasta hoy. En ese templo se ocupó durante ocho años de decorar con relieves figurativos y arquitectónicos, con estatuas y murales la totalidad del interior del edificio. El crucifijo que coronaba el ábside del templo llamó mucho la atención de quienes lo vieron, pero fue destruido en un terremoto en el año 1861, junto con la mayor parte de los murales. El resto de las esculturas se salvó de la destrucción.
En el año 1851, tras el fallecimiento de Ibarra, asumió el gobierno su hermano Manuel. Éste se vio envuelto en una guerra civil con el caudillo Celedonio Gutiérrez, de la vecina provincia de Tucumán. En diciembre de 1853, los hermanos Taboada invadieron Tucumán, mientras Gutiérrez invadía a su vez Santiago del Estero, ocasión en que Felipe Taboada perdió violentamente la vida.
Las versiones sobre la causa de su muerte son dos: la primera afirma que, faltando sus hermanos, Felipe Taboada se hizo subir a caballo y atar a la montura, y como pudo partió a la batalla, muriendo en combate. La segunda sostiene que no hubo batalla, y que fue asesinado en su casa.